# Ifan ab Owen Edwards
Ifan ab Owen Edwards (25. července 1895 – 23. ledna 1970) byl velšský akademik, spisovatel a historik. Pocházel z vesnice Llanuwchllyn na severu Walesu. Jeho otcem byl historik Owen Morgan Edwards. Po dokončení gymnázia šel studovat na Aberystwythskou univerzitu a později studoval na oxfordské Lincoln College. V roce 1922 založil Urdd Gobaith Cymru, velšskou ligu mládeže. Jeho synem byl televizní hlasatel Owen Edwards.